# Stazione di Torre di Montebello
La stazione di Torre di Montebello è una fermata ferroviaria, posta lungo la ferrovia Adriatica, che serviva la contrada omonima del comune di Montenero di Bisaccia.